# Ula Tirso
Ula Tirso (sardisch: Ula) ist eine italienische Gemeinde (comune) in der Provinz Oristano mit 452 Einwohnern (Stand 31. Dezember 2023) auf Sardinien. Die Gemeinde liegt etwa 30,5 Kilometer nordöstlich von Oristano am Lago Omodeo, einem aufgestauten See des Tirso, und grenzt unmittelbar an die Provinz Nuoro.

## Gemeindepartnerschaft
- Peschiera del Garda, Provinz Verona

## Verkehr
Durch die Gemeinde führt die Strada Statale 388 del Tirso e del Mandrolisai von Oristano nach Sorgono.